# Merhippolyte americana
Merhippolyte americana är en kräftdjursart som beskrevs av Lipke Bijdeley Holthuis 1961. Merhippolyte americana ingår i släktet Merhippolyte och familjen Hippolytidae. Inga underarter finns listade i Catalogue of Life.